# Pradosia argentea
Pradosia argentea är en tvåhjärtbladig växtart som först beskrevs av Carl Sigismund Kunth, och fick sitt nu gällande namn av Terence Dale Pennington. Pradosia argentea ingår i släktet Pradosia och familjen Sapotaceae. IUCN kategoriserar arten globalt som utdöd. Inga underarter finns listade i Catalogue of Life.